# Oost-Pruisisch voetbalkampioenschap 1911/12
In 1911/12 werd opnieuw geen Oost-Pruisische voetbalcompetitie gespeeld. Wel werden de competities uit deze regio apart gespeeld en plaatsten de winnaars zich voor de Baltische eindronde.

## Bezirk Königsberg
Rasensportverein Ostmark Königsberg is een fusie tussen FC Germania Königsberg en SC Brandenburg Königsberg. 
| Plaats | Club                          | Wed. | W | G | V | Saldo | Ptn. |
| ------ | ----------------------------- | ---- | - | - | - | ----- | ---- |
| 1.     | VfB Königsberg                | 4    | 3 | 1 | 0 | 16:3  | 7    |
| 2.     | SV Prussia Samland Königsberg | 4    | 3 | 0 | 1 | 22:8  | 6    |
| 3.     | Akademischer SC Königsberg    | 5    | 1 | 1 | 3 | 17:24 | 3    |
| 4.     | RSV Ostmark Königsberg        | 3    | 0 | 0 | 3 | 2:22  | 0    |

|  | Kampioen |

## Bezirk Tilsit/Memel
Uit het Bezirk Tilsit/Memel is enkel kampioen SC Lituania Tilsit bekend en verdere deelnemers MTV Memel en MTV Tilsit. 

## Bezirk Gumbinnen/Insterburg
Uit het Bezirk Gumbinnen/Insterburg is enkel kampioen SC Preußen Insterburg bekend. 

## Bezirk Rastenburg/Lyck
In het Bezirk Rastenburg/Lyck vond dit jaar geen competitie plaats.  

## Bezirk Allenstein/Osterode
Uit het Bezirk Allenstein/Osterode is enkel kampioen SV 1910 Allenstein bekend.  